# 錢儀吉

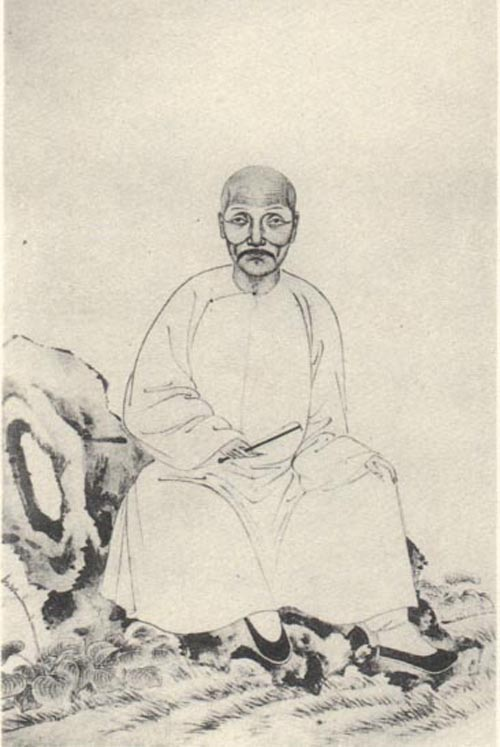

錢儀吉（1783年—1850年），初名逵吉，字藹人，號衎石，又号新梧。浙江嘉興人，清朝政治人物，進士出身。
生于清高宗乾隆四十八年（1783年）自幼與從弟錢泰吉以學行相磨，號稱“嘉興二石”。嘉庆十三年（1808年）进士，改翰林院庶吉士。官至工科给事中。長於地理，曾主讲於学海堂。卒于清宣宗道光三十年（1850年）。著有《衎石齋紀事稿》10卷、《續稿》10卷、《刻楮集》4卷、《旋逸小稿》2卷、《皇輿圖說》40卷、《国朝献徵集》、《碑傳集》。
子錢子萬；女錢淑琬，子萬之妹。子女均有文才。

## 延伸阅读
[在维基数据编辑]
 《清史稿/卷486》，出自趙爾巽《清史稿》
 在维基共享资源阅览影像